# انترتینمنت رایتس
اینترتینمنت رایتس (به انگلیسی: Entertainment Rights) یک شرکت رسانه ای با تجارت بین‌المللی در تولید و فروش مجموعه‌های تلویزیونی کودکان بود. این شرکت اولین بار در سال ۱۹۸۹ با عنوان «بچه‌های خواب آلود» (به انگلیسی: Sleepy Kids) تأسیس شد. در سال ۱۹۹۹، این شرکت به این نام تغییر یافت.

## تاریخچه
در سال ۱۹۸۹، با نام «بچه‌های خواب آلود» توسط مارتین و ویوین شراگر-پاول تأسیس شد. این مجموعه به منظور تولید سریال انیمیشن گشت نیمه شب: ماجراجویی در سرزمین رؤیا ایجاد شده‌است.
در سال ۱۹۹۸ و ۱۹۹۹ به خاطر خرید و ادغام بسیاری از استودیوهای کوچک به "SKD Media" تغییر نام یافت. در سال ۲۰۰۰، SKD Media به "اینترتینمنت رایتس" تغییر نام یافت.اینترتینمنت رایتس بعداً شرکتی به نام Link Entertainment را در مارس ۲۰۰۱ خریداری کرد و توانست حق توزیع پت پستچی که متعلق به وودلند انیمیشن بود، در نوامبر ۲۰۰۱ را به دست آورد.
در ۱۱ ژانویه ۲۰۰۷، اینترتینمنت رایتس، شرکتی به نام کلاسیک مدیا را به قیمت ۱۰۶٫۹ میلیون دلار خریداری شد.
در اول آوریل ۲۰۰۹ رسانهٔ بومرنگ اعلام کرد که همه شرکت‌های تابعه اینترتینمنت رایتس از جمله حقوق سرگرمی، ایدهٔ بزرگ اینترتینمنت و کلاسیک مدیا را به دست آورده‌است. در ۱۱ نوامبر ۲۰۰۹ رسانهٔ بومرنگ اعلام کرد تمامی شرکت‌های تابعه و خود اینترتینمنت رایتس به نام «کلاسیک مدیا» فعالیت می‌کنند. رسانه بومرنگ توسط مالکان سابق کلاسیک مدیا ایجاد شده بود تا اینکه در سال ۲۰۰۶ به اینترتینمنت رایتس فروخته شد.
در سال ۲۰۱۲، کلاسیک مدیا توسط دریم ورکس انیمیشن خریداری شد. دریم ورکس انیمیشن هم بعداً در سال ۲۰۱۶ توسط ان بی سی یونیورسال خریداری شد. در نهایت هم یونیورسال پیکچرز حق اکثر آثار اینترتینمنت رایتس را به دست آورد.